# 李済深
李 済深（り さいしん、リー・ジーシェン、1885年〈光緒11年9月30日〉11月6日 - 1959年10月9日）は、中華民国・中華人民共和国の軍人・政治家。中国国民党・国民政府（国民革命軍）に属し、粤軍（広東軍）の指揮官として活動したが、蔣介石と対立。西南派の領袖や福建人民政府主席、中国国民党革命委員会中央執行委員会主席などとして反蔣介石派の重鎮となった。中華人民共和国建国後は中央人民政府副主席などの要職を務めた。原名は済琛。字は任潮。

## 経歴

### 国民革命軍組織に貢献
祖父は秀才、父は廩生の家庭に生まれる。李済深も初めは学問を志し、1901年（光緒27年）に梧州中西学堂に入学した。しかし、1904年（光緒30年）、広州に移って黄埔陸軍中学に入学し、2年後に陸軍速成学堂歩兵科で学んだ。卒業後は広東新軍に加入し、広東陸軍講武堂でも学んだ。
1910年（宣統2年）、保定軍校（後の陸軍大学）で研究活動に入った。1911年（宣統3年）10月に辛亥革命が勃発すると、李も革命派に参加して清軍と戦った。中華民国成立後、第4軍第22師参謀長に就任する。1913年（民国2年）、陸軍大学第3期として復学した。卒業後しばらくは陸軍大学に教官として留まっている。
1921年（民国10年）に帰郷すると、李済深は孫文らの護法軍政府に参加する。友人である鄧鏗が率いる広東軍第1師の参謀長に就任した。その後、陳炯明討伐などで軍功をあげ、1923年（民国12年）3月、広東軍第1師師長兼広東軍参謀長に昇進した。
その後も、反乱した沈鴻英を討伐し、広西で国民党を支持する李宗仁らを支援する軍事活動を行った。1924年（民国13年）に黄埔軍官学校が成立すると、李済深は教練部主任に就任し、後に副校長に昇進した。李済深の指導の下で多くの軍人が輩出され、国民革命軍の組織に貢献した。李自身も、商団事件の鎮圧、東征を指揮して成功に導いている。

### 蔣介石との対立

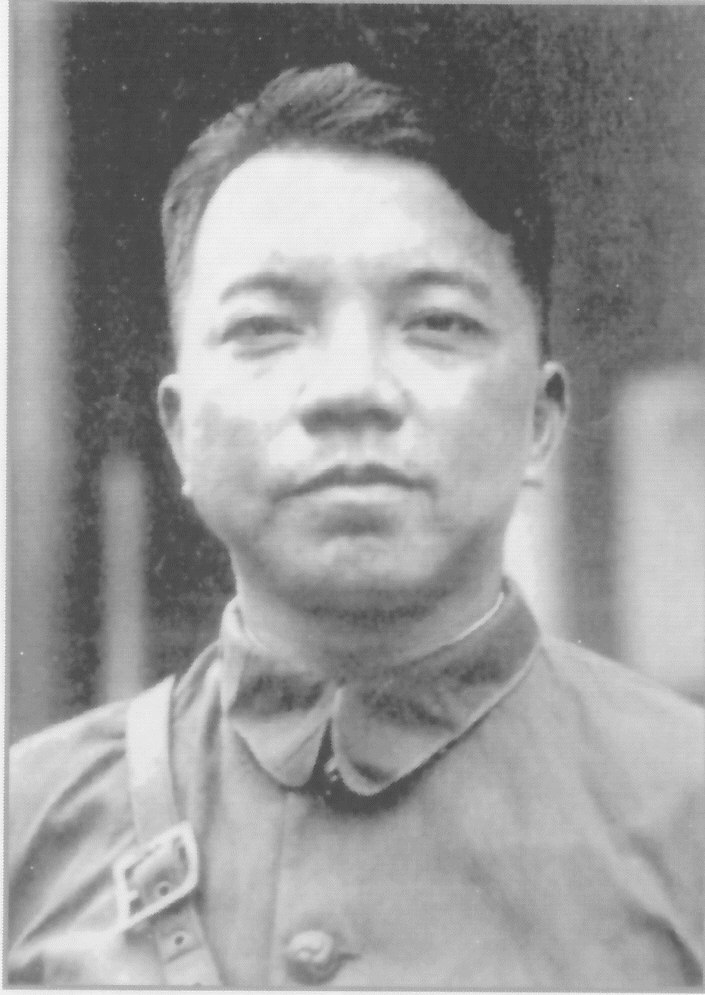
国民革命軍時代の李済深

1925年（民国14年）8月、李済深は国民革命軍第4軍軍長に就任し、陳炯明らを討伐して広東省の平定に貢献した。1926年（民国15年）1月、国民党第2回全国代表大会で中央執行委員に当選する。2月には国民革命軍初代総参謀長を兼任した。同年の北伐においては、後方守備をつとめ、後顧の憂いを断った。同年、広東省政府主席や国民党中央政治会議広州分会主任なども兼任している。
1927年（民国16年）4月12日の上海クーデターでは、李済深は蔣介石を支持し、中国共産党の粛清に協力した。その後も、李は北伐の継続を支援し、国民革命軍の勝利に貢献した。しかし、次第に広東の統治権を巡って蔣と激しく対立するようになる。1929年（民国18年）3月、李済深は反蔣派の李宗仁を討伐することに反対したため、蔣により軟禁下に置かれ、国民党籍と各職位を全て剥奪された。
1931年（民国20年）9月の満州事変後に、ようやく李済深は釈放された。軍事委員会常務委員兼総務庁長、国民党中央執行委員、国民革命軍訓練部総監として復帰する。しかし、安内を攘外に優先させる蔣の方針に不満を覚え、1932年（民国21年）夏までには辞任して香港に去った。

### 福建事変
1933年（民国22年）11月、陳銘枢・蔣光鼐・蔡廷鍇ら国民革命軍第19路軍の指導者たちから聯共・反蔣・抗日の挙兵を誘われた李済深は、これに応じて福州入りする。11月20日に福建人民政府が成立すると（「福建事変」）、李が人民政府主席兼軍事委員会主席としてこれを指導した。しかし、蔣介石軍の反撃は素早く、2ヶ月もしないうちに蜂起は失敗に終わる。李は香港へ逃れ、国民党籍も剥奪された。
その後も両広事変では反蔣軍を支持し、西安事件の際には、平和的解決を主張した。1937年（民国26年）の日中戦争全面勃発に伴い、李済深は再び南京に戻って党籍を回復し、国民政府軍事委員会常務委員に復帰した。以後、戦地党政委員会副主任、軍事委員会桂林弁公庁主任などを歴任し、抗日活動に貢献した。

### 中国国民党革命委員会

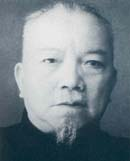
晩年の李済深

日中戦争終結後、李済深は国共内戦に反対している。1947年（民国36年）には香港の新聞紙上で蔣介石の独裁を批判し、国民党改革を唱える内容の主張を発表した。このため、李は3度目の党籍剥奪処分を受けてしまう。1948年（民国37年）1月1日、李は中国国民党革命委員会を結成し、中央執行委員会主席に選出された。その後は、中国共産党との政治的連携を強化していく。
1949年（民国38年）1月、李済深は瀋陽に入り、中国共産党を中心とする新政権に参加する意向を示した。同年9月、北京で開催された中国人民政治協商会議第1回全体会議に出席し、政治協商会議全国委員会副主席に選出された。そして10月1日に中華人民共和国の建国が宣言されると、李は中央人民政府副主席に就任した。1954年9月に開催された第1期全国人民代表大会第1回会議では、常務委員会副委員長に選出されている。
1959年10月9日、胃癌のため、北京で死去。享年75（満73歳）。

## 家族
少なくとも10人以上の子女がいる。
- 子：李沛文、李沛金、李沛鈺、李沛瓊、李沛瑶、李沛鈐
- 女：李篠薇、李篠蓮、李篠桐、李篠菊、李篠松